# Franz Novak
Franz Novak (* 10. Jänner 1913 in Wolfsberg; † 21. Oktober 1983 in Langenzersdorf) war ein österreichischer SS-Hauptsturmführer. Er koordinierte als Mitarbeiter von Adolf Eichmann zwischen 1940 und 1945 die Eisenbahntransporte zur Deportation der europäischen Juden in die Konzentrations- und Vernichtungslager im Osten.

## NS-Karriere
Nach dem Abschluss der Bürgerschule 1928 begann Novak eine Lehre in der Druckerei Ploetz in Wolfsberg. Die Druckerei gab die antisemitisch und deutsch-national orientierte Regionalzeitschrift Unterkärntner Nachrichten heraus. Dort sozialisiert wurde Novak im Oktober 1929 Mitglied in der Hitlerjugend. Im April 1933 trat er von der Hitlerjugend zur SA über. Zum 1. März 1933 war er bereits der NSDAP beigetreten (Mitgliedsnummer 1.458.566). Nach dem Verbot der NSDAP in Österreich im Juli 1933 engagierte er sich weiter in der Illegalität und stieg zum NSBO-Ortsgruppenleiter in Wolfsberg und zum Scharführer in der SA auf. Während des Juliputsches der Nationalsozialisten 1934 nahm er an den Kämpfen um Wolfsberg teil. Nach der Niederlage der Putschisten floh er nach Jugoslawien. Von dort gelangte er nach Deutschland, wo er der Österreichischen Legion beitrat. Nach dem Anschluss Österreichs 1938 kam er nach Wien und wurde als Hilfskraft bei der Zentralstelle für jüdische Auswanderung in Wien, die unter der Leitung von Adolf Eichmann stand, übernommen. Zum 1. Juli 1938 trat er der SS bei (SS-Nummer 344.984).

## Mitarbeiter von Eichmann
Im Juli 1939 wurde Novak, der sich in Wien bewährt hatte, in die neu errichtete Zentralstelle für jüdische Auswanderung in Prag versetzt. Im Frühjahr 1940 holte ihn Eichmann nach Berlin ins RSHA, wo Novak im neu gegründeten Eichmannreferat für „Juden- und Räumungsangelegenheiten“, welches auf Basis der Modelle in Wien und Prag eingerichtet worden war, Mitarbeiter wurde. Als Transportreferent war es seine Aufgabe, von der Deutschen Reichsbahn Waggonmaterial für die Deportationszüge zu bestellen, gemeinsam mit der Reichsbahn die Fahrpläne auszuarbeiten, darauf die einzelnen SS- und Polizeidienststellen zur Abwicklung der Transporte zu koordinieren sowie das Personal der Konzentrationslager über ankommende Transporte zu informieren. Novak arbeitete eng mit den Judenreferenten in den einzelnen europäischen Ländern wie Theodor Dannecker, Alois Brunner und Dieter Wisliceny zusammen. 1944 gehörte er dem in Budapest stationierten Sondereinsatzkommando Eichmann an, das vom 15. März bis 9. Juli 1944 insgesamt 476.000 ungarische Juden ins KZ Auschwitz verschleppte. Durch die dort von Novak organisierten Transporte wurden täglich 6000 bis 12.000 Menschen deportiert. Die meisten Deportierten wurden sofort nach ihrer Ankunft in Auschwitz ermordet.

## Flucht und Strafverfolgung
1945 tauchte Novak unter falschem Namen in Österreich (1945–55 besetzt) unter. Nachdem 1957 das Kriegsverbrechergesetz und Teile des Verbotsgesetzes aufgehoben worden waren, nahm Novak wieder seinen richtigen Namen an. Im Zuge der Ermittlungen im Fall Eichmann erließ die Staatsanwaltschaft Frankfurt am Main 1961 Haftbefehle gegen seine ehemaligen Mitarbeiter, unter ihnen Novak. Er wurde am 20. Jänner 1961 in Wien an seinem Arbeitsplatz als Betriebsleiter einer Druckerei verhaftet.
In der Untersuchungshaft im Landesgericht Wien leugnete Novak, vor 1945 von der Ermordung der von ihm deportierten Juden erfahren zu haben. In seinem ersten Prozess 1964 in Wien verteidigte er sich mit der Behauptung: „Auschwitz war für mich nur ein Bahnhof“. Gegen ihn sagten unter anderen die Auschwitzüberlebenden Ella Lingens-Reiner, Hermann Langbein und Franz Danimann aus. Die Geschworenen sprachen Novak allerdings im Anklagepunkt der Beihilfe zum Mord frei und verurteilten ihn nur aufgrund § 87 des österreichischen Strafgesetzes (sogenannter „Eisenbahnerparagraph“), der es unter Strafe stellte, die Unversehrtheit von Passagieren bei einem Eisenbahntransport vorsätzlich zu gefährden. Novaks Strafe betrug acht Jahre Haft. Das Urteil wurde aufgrund eines Formfehlers vom OGH aufgehoben. Im zweiten Rechtsgang 1966 billigten die Geschworenen Novak zu, unter Befehlsnotstand gehandelt zu haben, und sprachen ihn frei. Dieser Freispruch wurde ebenso wie der Schuldspruch im dritten Rechtsgang 1969 vom OGH aufgehoben. Erst das Urteil der vierten Hauptverhandlung im Jahr 1972, das für Novak erneut aufgrund § 87 sieben Jahre bedeutete, erlangte Rechtskraft. Novak, der 1966 nach fünf Jahren in Untersuchungshaft entlassen worden war, musste die Reststrafe nicht mehr antreten. Sie wurde ihm im Gnadenweg von Bundespräsident Rudolf Kirchschläger erlassen. Simon Wiesenthal berechnete später, dass Novak für jedes einzelne Opfer, das er nach Auschwitz zur Ermordung gebracht hatte, nur drei Minuten und 20 Sekunden Haftzeit verbüßen musste.